# 2013年12月中國大陸

## 12月1日
- 中国在西昌卫星发射中心用长征三号乙运载火箭，成功将嫦娥三号探测器发射升空。嫦娥三号将首次实现月球软着陆和月面巡视勘察，为中国探月工程开启新的征程[1][2][3]。

## 12月2日
- 中国国家主席习近平在钓鱼台国宾馆会见英国首相戴维·卡梅伦[4][5][6]。
- 欧盟委员会从本月6日起对未参与“价格承诺”的出口欧盟的中国太阳能板生产商征收为期两年的反倾销税和反补贴税。声明称欧盟委员会确定了自今年8月起参与“价格承诺”的中国企业名单，并称，此征税措施只适用于未参加“价格承诺”的中国企业[7][8]。

## 12月4日
- 中华人民共和国工业和信息化部向中国移动通信集团公司、中国电信集团公司和中国联合网络通信集团有限公司颁发“LTE/第四代数字蜂窝移动通信业务（TD—LTE）”经营许可[9][10][11][12]。
- 联合国教育、科学及文化组织政府间保护非物质文化遗产委员会第八次会议在阿塞拜疆巴库通过决议，正式将中国珠算项目列入教科文组织人类非物质文化遗产名录[13][14][15]。
- 京华时报报道：“安徽蚌埠警方昨天宣布，17年前的区长助理于英生杀妻冤案告破，强奸杀人犯罪嫌疑人武某某日前落网[16]。

## 12月5日
- 中国（上海）自由贸易试验区金融改革政策出台后的首单银行业务5日启动。中国银行为益海嘉里（上海）国际贸易有限公司办理跨境人民币双向现金池业务。这是该行首笔中国（上海）自由贸易试验区跨境人民币双向现金池业务。同时，工商银行、农业银行也与相关企业启动了首笔跨境人民币双向现金池业务[17]。

## 12月6日
- 住房城乡建设部、财政部、国家发展改革委公布《关于公共租赁住房和廉租住房并轨运行的通知》，从2014年起，各地公共租赁住房和廉租住房并轨运行，并轨后统称为公共租赁住房[18]。
- 第六十八届联合国大会第二委员会通过有关人类住区问题的决议，决定自2014年起将每年的10月31日设为“世界城市日”。这是中国首次在联合国推动设立的国际日，获得了联合国全体会员国的支持[19]。
- 国务委员、中共中央外事工作领导小组办公室主任杨洁篪与南非、巴西、俄罗斯、印度高级官员出席在南非开普敦举行的金砖国家安全事务高级代表第四次会议[20]。
- 冀中星诉东莞市人民政府案今开庭，原告要求公开致残复查结论[21]
- 下午5时许，陕西省延安市吴起县一采油厂联合站发生火灾。后火灾被扑灭，系两个污水罐燃烧所致[22]。

## 12月7日
- 新疆首条沙漠高速公路国道216线五彩湾至大黄山高速公路全线通车[23]。
- “广西派出所长‘买处’ 强奸13岁少女判10年”[24]。

## 12月9日
- 中国人民武装警察部队内蒙古自治区总队乌海市乌达区消防二中队通报：新兵被打事件属实[25]。

## 12月10日
- 世界最大直径单管双层公路隧道扬州瘦西湖隧道顺利贯通。隧道全长3.6公里，隧道主体盾构段采用14.93米的世界超大直径泥水平衡盾构机施工[26]。
- 上午11时50分，西藏投资规模最大的水利枢纽工程——旁多水利枢纽工程首台4号机组顺利投产发电，标志着工程由此开始发挥发电效益。首台机组年发电量1.5亿度左右，另三台机组将于2014年6月底前全部安装投产，4台机组年均发电量5.99亿度，将从根本上缓解拉萨供用电紧张局面[27][28][29]。

## 12月14日
- 21时11分, 嫦娥三号探测器在月球表面预选着陆区域成功着陆，标志中国已成为继前苏联、美国后世界上第三个实现地外天体软着陆的国家[30][31]。

## 12月15日
- 中国探月工程嫦娥三号任务传来捷报。嫦娥三号着陆器、巡视器顺利完成互拍成像，标志中国探月工程二期取得圆满成功[32][33]。
- 23时许，新疆喀什地区疏附县公安局民警在萨依巴格乡抓捕犯罪嫌疑人时，突遭多名暴徒投掷爆炸装置并持砍刀袭击，造成2名民警牺牲。公安民警果断处置，击毙暴徒14人，抓获犯罪嫌疑人2人[34][35][36]。

## 12月19日
- 国家发改委副主任解振华和广东省委常委、常务副省长徐少华在广州碳排放权交易所共同为碳排放权交易市场开市敲锣，标志广东省碳排放权交易正式启动。当天共完成7笔交易，成交120029吨碳排放配额，最低成交价为60元/吨，最高成交价为61元/吨[37]。广东省正式启动碳排放权配额在线交易，广东成为中国首个启动碳排放权交易的试点省份[38][39]。

## 12月20日
- 中国北斗卫星民用推广应用联盟在北京成立。联盟将组织卫星导航领域权威科研机构以及北斗产业链中重要企业，开展北斗产业化应用推广标准体系的研究和编制，建立权威公正的认证体系，支撑北斗产业的宏观管理和整体运作，引导北斗产业总体发展规划、部署和推进，规范各企业之间的协调和统筹管理，整体提高北斗产业化应用水平[40][41]。
- 深圳市首例农村集体工业用地成功入市，深圳市方格精密器件有限公司以1.16亿元竞得A217—0315宗地。据悉，本次转让地块规划用途为工业用地，土地使用期30年，准入产业类别为新一代信息技术通信终端设备制造业。这是深圳原农村集体工业用地首个入市试点地块，相关试点工作方案已获得深圳市政府批准[42]。
- 中央纪委监察部网站突然发布消息，中央防范和处理邪教问题领导小组副组长、办公室主任，公安部党委副书记、副部长李东生涉嫌严重违纪违法，目前正接受组织调查[43][44][45]。
- 山东省菏泽市14岁男孩李某在街头正准备掏出手机玩时，被6名城市管理执法夺走手机且身上多处被打，原因是怀疑其偷拍城管执法。[46]

## 12月22日
- 为纪念毛泽东诞辰120周年，中共中央文献研究室编撰的《毛泽东年谱（1949—1976）》，由中央文献出版社出版，12月22日起在全国发行。全书共6卷，近300万字[47][48]。
- 韩国文化观光研究院发布统计数据显示，2013年1月至11月访问韩国的中国游客同比增长53.4%，达到405万人次。全年访韩中国游客突破400万人次大关，中国首次超过日本，成为韩国最大的外国游客来源国[49]。

## 12月25日
- 中国驻老挝琅勃拉邦总领事馆宣布正式开馆，这是中国在老挝开设的第一个领事馆[50]。中国外交部副部长谢杭生和老挝外交部副部长本格共同为总领馆揭牌，并和中国驻老挝大使关华兵、中国首任驻琅勃拉邦总领事李可武、琅勃拉邦省省委书记兼省长坎平一起为总领馆开馆剪彩。李可武总领事主持开馆仪式[51]。
- 上午9时，国家食品药品监督管理总局在国谊宾馆迎宾楼三层第一会议室召开婴幼儿配方乳粉生产许可审查细则新闻发布会。公布婴幼儿配方乳粉生产许可审查九条细则，并规定新细则要在明年5月31日前全部完成[52][53][54]。
- 中央组织部证实，李东生涉嫌严重违纪，中央已决定免去其中央防范和处理邪教问题领导小组副组长、办公室主任，国务院防范和处理邪教问题办公室主任，公安部副部长、党委副书记职务[55][56][57][43]。
- 中华人民共和国教育部与中国联合网络通信集团有限公司在北京签署战略合作框架协议，全面开展战略合作，共同加快推进教育信息化科学发展进程。至此，中国移动、中国电信、中国联通三大电信运营企业已全部与教育部签署了关于教育信息化的合作协议，共同支持教育信息化事业发展的战略格局已经形成[58][59][60]。
- 成都投资控股集团有限公司董事长吴忠耘接受调查[61]。以李春城案为开端的四川震荡，仍在向多个领域延伸，除政府官员、公司高管外，党委宣传系统亦有人员被收入调查视线[62][63][64]。

## 12月27日
- 四川泸州“12·26”天然气爆燃事故4名死者身份得到确认，其中3名为四川本地人，1名福建人。目前40名伤者已有5人出院，其余35人分别在泸州当地四家医院观察治疗[65]。
- 前中国国家质检总局副局长杨刚接受调查，杨刚成为十八大以来第17位被调查的省部级官员。[66][67]。
- 中国湖南永兴县法院法院本周五（12月27日）在其网站上宣布，以故意伤害罪判处瓜农死亡事件的四名涉案城管人员犯有故意伤害罪。据中国媒体报道，临武县城管局的廖卫昌、袁城、骆威平、夏际玉分别被判处有期徒刑11年、6年、4年和3年6个月[68][69]。

## 12月28日
- 上午9时，随着D2333次动车驶出厦门北站，厦门至深圳高铁（厦深铁路）正式通车。至此，中国高速铁路网“四纵四横”中的东南沿海客运专线这一纵彻底贯通，串起了三大经济圈——珠三角和长三角经济圈以及海峡西岸经济区[70]。
- 12时15分，G530次动车从桂林首发，驶往北京。广西成为中国首个开通高铁、开行动车的少数民族自治区[71]。中国铁路营运里程突破10万公里[72][73]。
- 湖南查处衡阳破坏选举案，涉案1.1亿余元，56名省人大代表确认当选无效，512名市人大代表辞职[74][75][76]。
- 中国首条氧化物面板生产线——京东方合肥第8.5代氧化物TFT-LCD生产线在合肥市新站综合开发试验区正式投产。这条建设历程达两年的8.5代面板生产线将于2014年上半年实现量产，设计产能为9万片玻璃基板/月，除生产氧化物TFT-LCD显示屏外，还规划了2千片玻璃基板/月的产能用于生产AMOLED新型显示屏[77][78]。

## 12月29日
- 7点25分。中央纪委网站发布消息称，四川省政协主席李崇禧涉嫌严重违纪违法，目前正接受组织调查[79]。

## 12月30日
- 中共中央政治局召开会议，决定成立中央全面深化改革领导小组；听取中央纪律检查委员会2013年工作汇报，研究部署2014年党风廉政建设和反腐败工作；审议通过《党政领导干部选拔任用工作条例（修订稿）》[80][81]。中共中央总书记习近平出任全面深化改革领导小组组长[82]。
- 6时30分许，9名暴徒持砍刀袭击新疆喀什地区莎车县公安局，投掷爆炸装置，纵火焚烧警车。公安民警果断处置，击毙8人，抓获1人[83]。
- ARJ21-700新支线飞机首批交付的两架飞机在中国商飞上海飞机制造有限公司总装车间下线，该飞机是中国第一款完全按照国际标准研制的涡扇喷气支线客机，填补了国内民机研制和适航审定领域的诸多空白[84][85]。